# جوزيف بي. لاندري
جوزيف بي. لاندري هو سياسي كندي، ولد في 19 يونيو 1922 في كابه بيله في كندا، وتوفي في 25 يوليو 2008. نشط حزبياً في الحزب الليبرالي الكندي. وقد انتخب عضو مجلس الشيوخ الكندي ‏.